# Craigieburn Forest Park
Craigieburn Forest Park is een beschermd gebied op het Zuidereiland van Nieuw-Zeeland.
Een van de grenzen van het park loopt parallel met State Highway 73 en grenst aan de oostelijke flanken van de zuidelijke Nieuw-Zeelandse Alpen.
Zowel Broken River Ski Area als Craigieburn Valley Ski Area liggen in het park. Net als voor al het andere publieke land in Nieuw-Zeeland ziet ook in dit gebied het Department of Conservation toe op de natuurbescherming en commerciële activiteiten binnen het park.

## Natuurbescherming
New Zealand Forest Service experimenteerde in het verleden met bosbouw in dit gebied, waardoor er nu een milieuprobleem heerst wat betreft de razendsnelle verspreiding van coniferen in het park.